# سك العملات ما قبل الحديثة في سريلانكا
يمكن تصنيف معظم العملات المعدنية التي كانت تستخدم في سريلانكا قبل العصر الحديث أو العملات المعدنية التي كانت تستخدم في سريلانكا قبل المسيحية على أنها عملات معدنية عليها علامات ثقب، وعملات على شكل شجرة وصليب معقوف، وعملات على شكل فيل وصليب معقوف، ولوحات لاكشمي.

## عملات معدنية عليها علامة الثقب
ويشار إليها باسم العملات المعدنية أو القطع النقدية المثقوبة. و عثر على عملات معدنية مماثلة في جميع أنحاء الجزيرة. و عثر كذلك على أعداد كبيرة من هذه العملات المعدنية في مقاطعة شمال وسط سريلانكا أيضًا، ولكن لم تجري أي دراسة حول الأنواع الإقليمية بعد.
تكون هذه العملات المعدنية المثقوبة عادةً من الفضة وتحتوي على مجموعات متنوعة من الرموز المثقوبة عليها، وعادةً ما يكون ظهر العملة فارغًا. من الناحية الأسلوبية، تشبه هذه العملات العملات المعدنية المستخدمة في شبه القارة الهندية خلال هذه الفترة. تحاول إحدى المنشورات الحديثة حول هذه العملات التعرف على الرموز الخاصة بسريلانكا. بعض الرموز الأكثر شعبية هي الشمس والقمر والفيل والثور والنانديبادا والأسماك والطاووس. يشير تنوع الرموز إلى أن هذه العملات المعدنية صدرت عن حكام إقليميين أو تجار وليس عن ملكية مركزية.

## عملات الشجرة والصليب المعقوف
تلقى العملات المعدنية التي تحمل الشجرة والصليب المعقوف. تُسمى الشجرة الموجودة على هذه العملات المعدنية أحيانًا بشجرة البو، وهي شجرة ذات أهمية دينية لدى البوذيين. ومع ذلك، بما أن هذه العملات المعدنية تعود إلى ما قبل البوذية، فمن المرجح أن تكون هذه الشجرة شجرة مقدسة مقبولة على نطاق واسع من المنطقة.

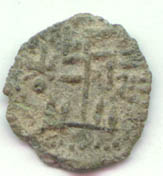
ظهر العملة المعدنية التي تحمل صورة الشجرة والصليب المعقوف

## عملات الفيل والصليب المعقوف
تصب العملات القديمة من هذا النوع، و تسك العملات الأحدث. العملات المعدنية المصبوبة أكثر سمكًا بكثير من العملات المعدنية الرقيقة التي ضربت. يظهر أدناه صورة للعملة المعدنية المضروبة.

## لوحات لاكشمي

### عملات شيرا
تصب أو تضرب عملات الإلهة لاكشمي. العملات المعدنية الموضحة أدناه مصبوبة. يمكن العثور عليها في أحجام مختلفة تتراوح من حوالي 3 بوصات إلى نصف بوصة. يحمل وجه هذه العملات صورة الإلهة وهي تحمل سيقان اللوتس، ويعلوها فيلان يسكبان الماء. في البداية كان يُعتقد أن هذه كانت قرابين نذرية. لكن العلماء الآن أجمعوا على أنها كانت عملات معدنية بالفعل. إنها عملات معدنية مبكرة من سلالة تشيرا من حوالي 500 قبل الميلاد عثر عليها في كانداروداي.

## الفترة المبكرة

### عملات بانديان وبالافا
تظهر رموز الثور والفيل والسمكة بشكل بارز على العملات المعدنية التي استخدمتها أسرة بانديان في شمال سريلانكا خلال الفترة المبكرة. يظهر الأسد بشكل بارز على عملات بالافا.

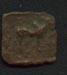
عملة ثور ناندي مستطيلة الشكل
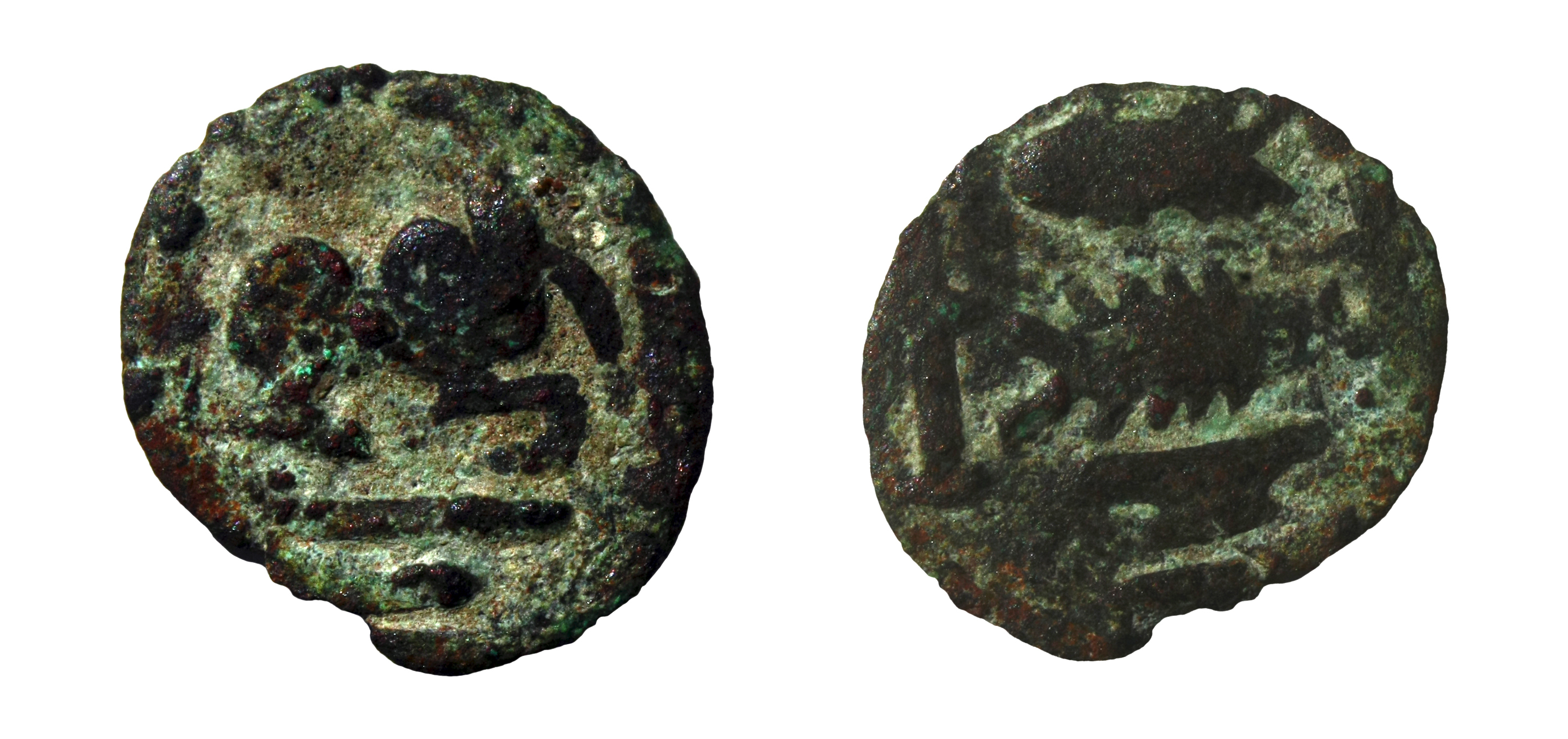
عملة بانديان ناندي بول ، أسماك على الوجه الخلفي
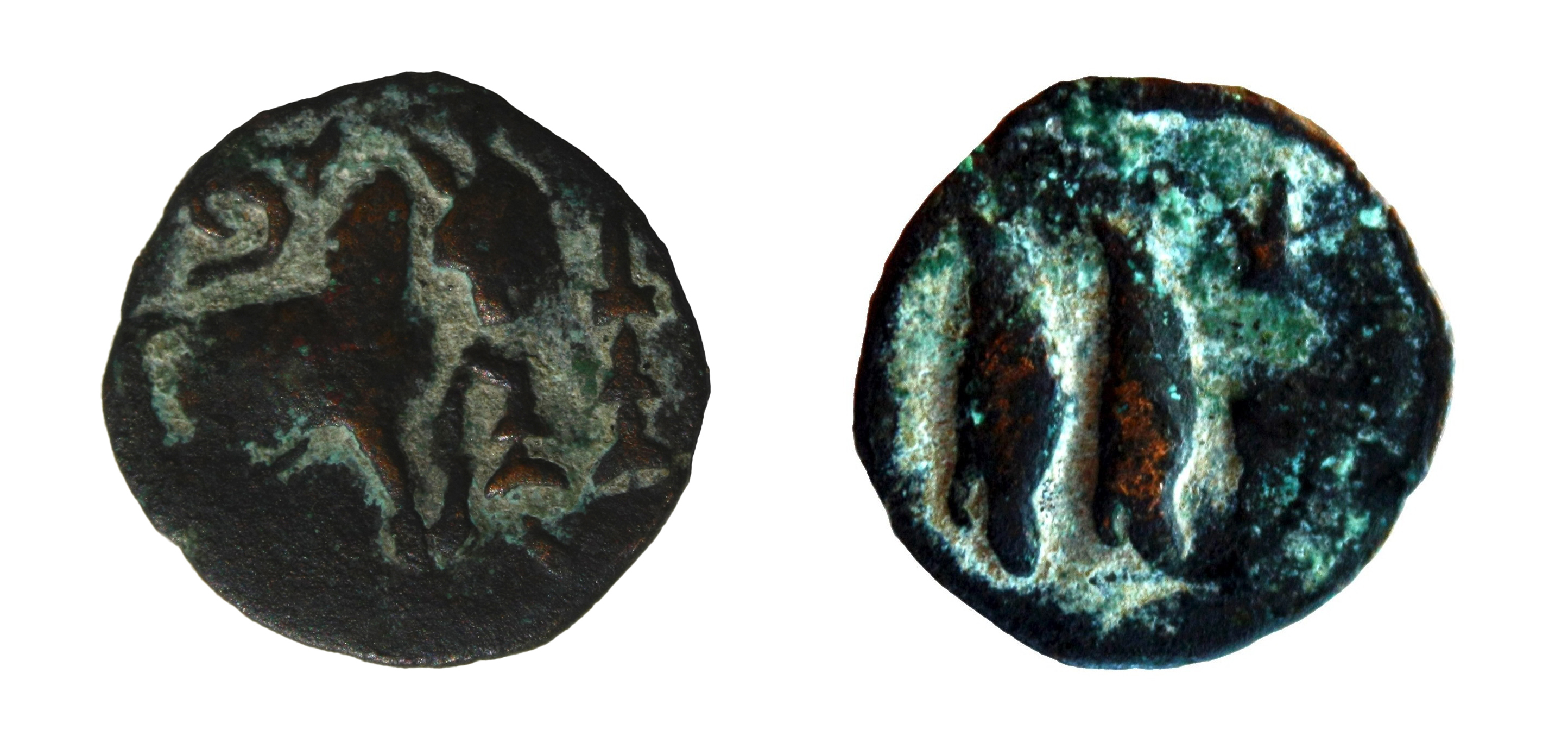
ثلاث أسماك (عمودية) وحصان يقف أمام مصباح
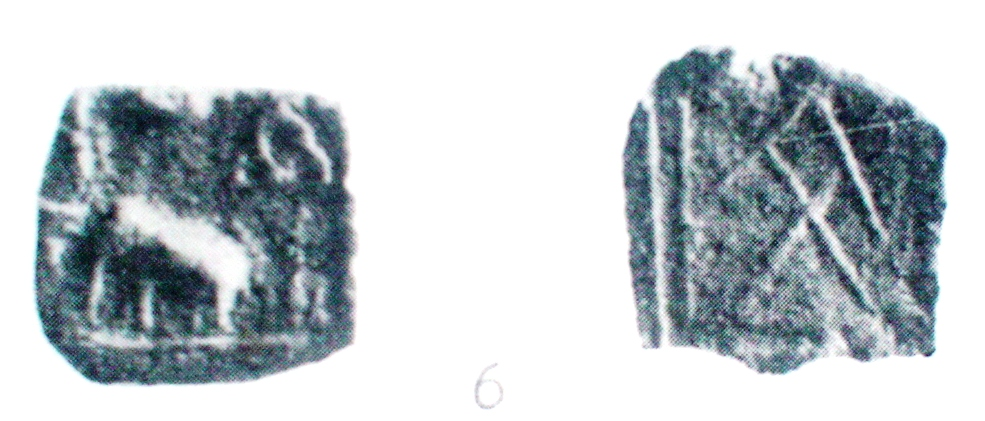
عملة الفيل والسمكة
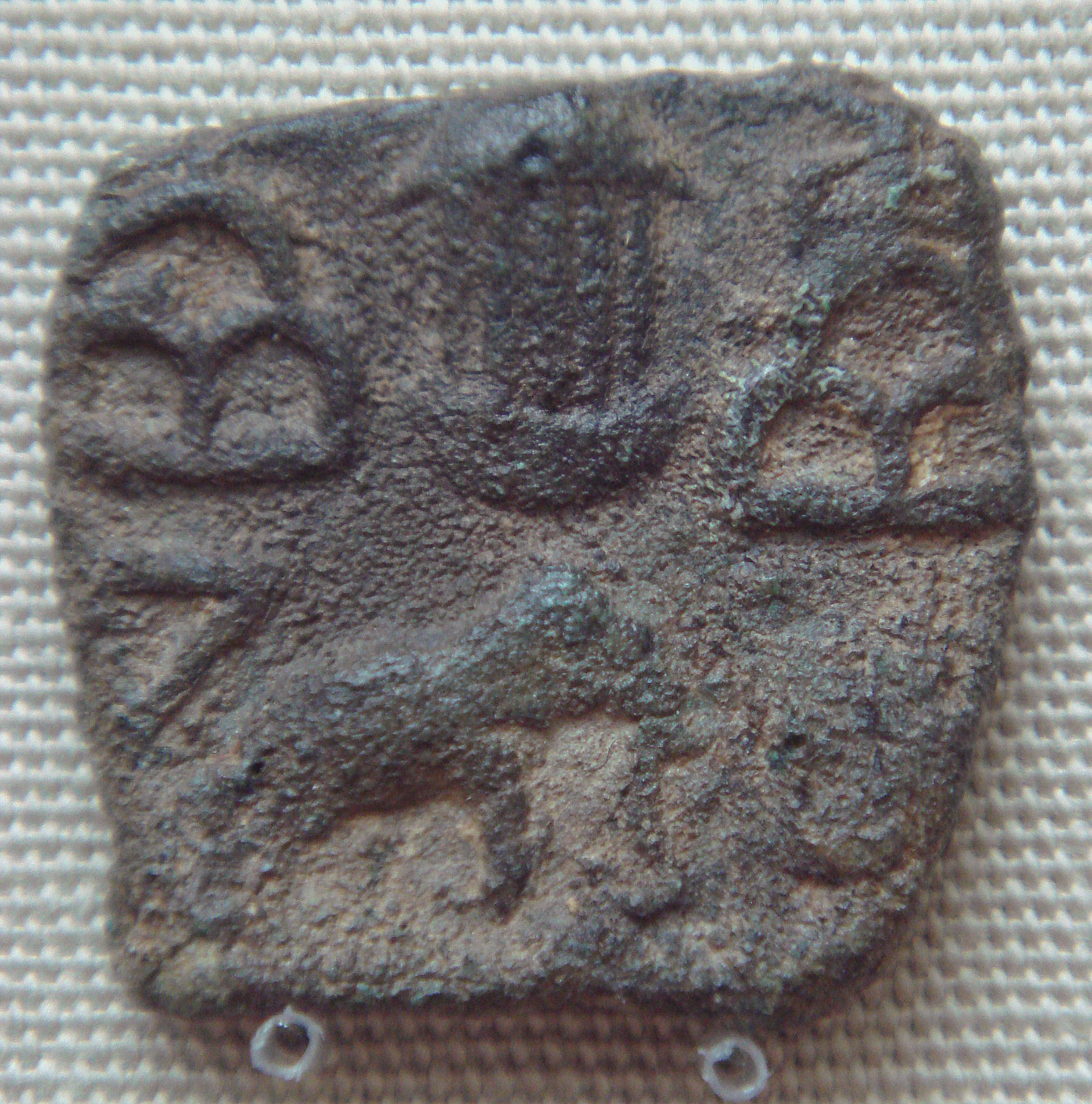
معبد بين التل وعملة الفيل من الباندياس، القرن الأول، سيلان، المتحف البريطاني

## الفترة العصور الوسطى

### عملات تشولا
استخرجت العملات الذهبية والنحاسية التي أصدرها حاكم تشولا راجاراجا تشولا (985-1014) من العديد من أجزاء سريلانكا. إن الوجه والظهر لهذه العملات المعدنية يشبهان عملات دامبادينيا ماسا الشائعة التي أصدرها حكام كالينغا وبانديا اللاحقون في سريلانكا. يستخدم هذا النموذج الأولي لعملات دامبادينيا الأحرف التاميلية على الوجه الخلفي لاسم الملك.

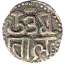
The reverse of Uttama Chola coin with his name in Devanagari

### عملات ثور سيثو
عثر على العديد من أنواع العملات المعدنية المصنفة على أنها عملات ثور سيثو بكميات كبيرة في الجزء الشمالي من سريلانكا. فيما يلي توضيح لثلاثة أنواع من هذه السلسلة. الوجه الأمامي لهذه العملات المعدنية يحمل صورة إنسان محاط بمصابيح والوجه الخلفي يحمل رمز ناندي (الثور)، وأسطورة سيثو باللغة التاميلية مع هلال في الأعلى. الوجه الأمامي يشبه عملات ماسا المعاصرة التي أصدرها حكام مملكة دامبادينيا في وسط سريلانكا.

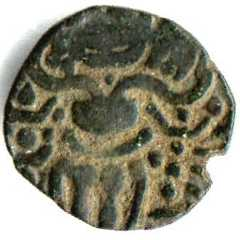
عملة سيتو
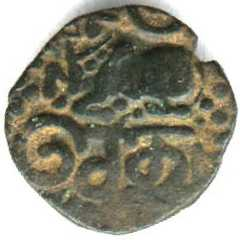
الوجه الآخر لعملة سيتو

## الفترة المتأخرة

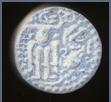
عملة ماسا من عهد باراكراماباهو السادس مع أسد نالور بجانب الشكل البشري

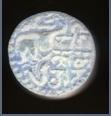
ظهر عملة ماسا لباراكراماباهو السادس مع اسم الملك بأحرف ديوناكري

تُعرف هذه العملات المعدنية باسم "نوع أسد باراكراماباهو" وتوجد بأعداد كبيرة في الأجزاء الشمالية والغربية من سريلانكا. الملك هو باراكراماباهو السادس من كوتي، ويُعتقد أن العملات المعدنية قد أصدرها سابومال كومارا (المعروف أيضًا باسم تشيمباكا بيرومال) الذي حكم شبه الجزيرة الشمالية من نالور نيابة عن ملك كوتي، لعدة سنوات. على الرغم من أن بعض الكتاب اقترحوا أن الأسد يمثل الهيمنة السنهالية على مملكة جافنا، إلا أن آخرين أشاروا إلى أن الأسد من الناحية الأسلوبية تاميلي، وهذا واضح لا لبس فيه.
كما هو موضح أعلاه، استخدم رمز الأسد على عملات جافنا من قبل حكام بالافا أيضًا. الأسد الموجود على علم Rajadhiraja Chola II يشبه إلى حد كبير الأسد الموجود على علم الأسد الحالي في سريلانكا.

## الفترة الهولندية
سكت هذه العملات النحاسية الخام الثقيلة من قبل شركة الهند الشرقية الهولندية لاستخدامها في منطقة جفنا. وقد صدرت في فئات 1 و 2 ستويفرز. تُعرف هذه العملات أيضًا باسم "العملات الهولندية". سكت العملات المعدنية المشابهة لتلك التي سكت في جفنا في ترينكومالي وكولمبو وغالي أيضًا، وهي تحمل الأحرف T وC وG على التوالي كعلامات سك.

## قراءة إضافية
- إتش دبليو كودرينجتون، العملات المعدنية والعملات السيلانية
- عملات أبهاياواردينا من سيلان
- عملات معدنية مثقوبة من سريلانكا
- عملات سيون جافنا
- lakdiva.org